# Marca del Friul

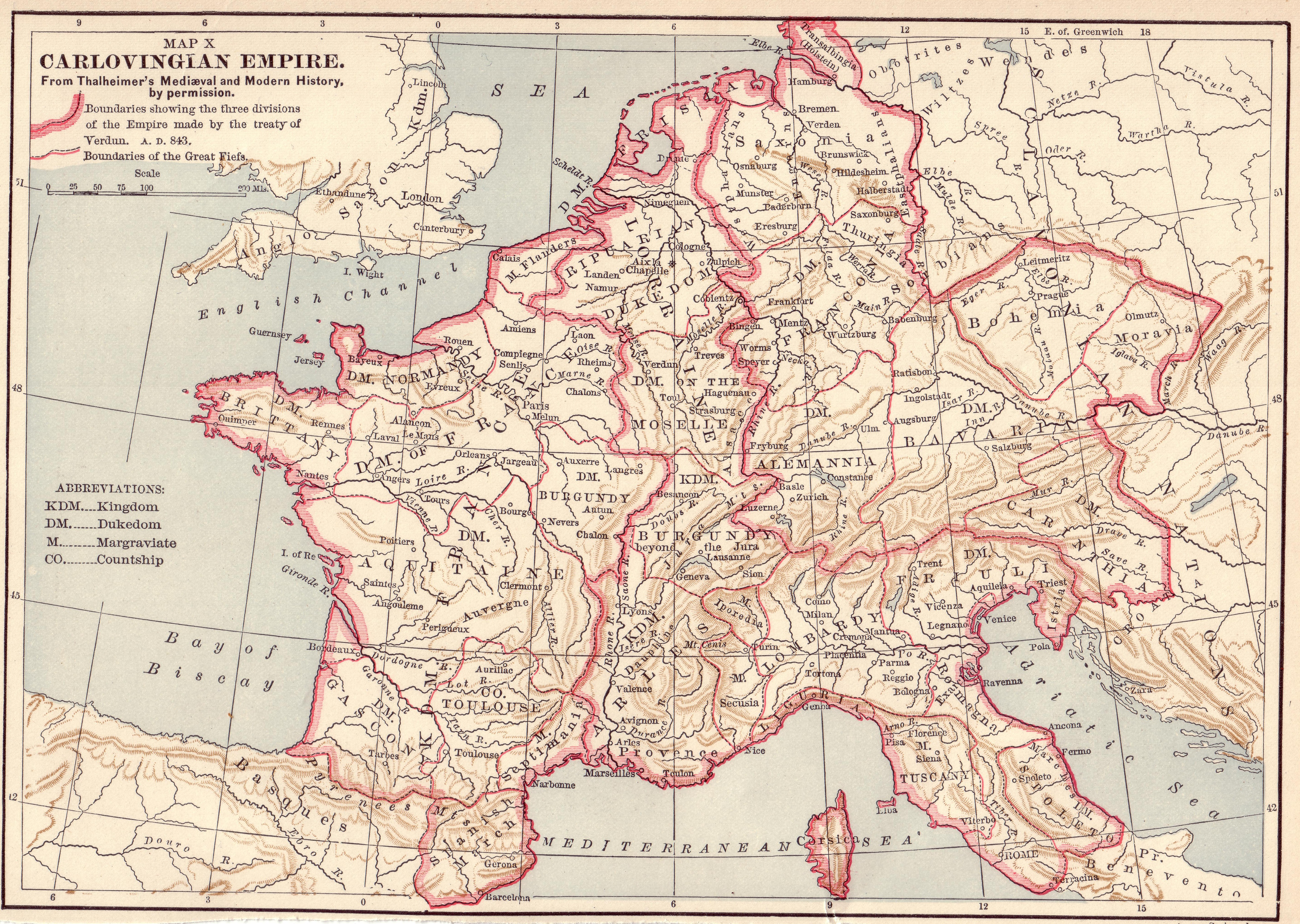
El Imperio carolingio con la marca del Friul (al sureste) después del Tratado de Verdún (843)

La marca del Friul fue una antigua marca medieval en la frontera del Imperio carolingio con los magiares en los siglos IX y X, situada en la zona nororiental de Italia. La marca se reorganizó con los territorios de los cuatro condados en los que se descompuso el ducado del Friul, uno de los ducados lombardos bajo poder carolingio.
En 774, cuando el reino lombardo de Italia fue conquistado por Carlomagno, este permitió a los duques lombardos y luego a los duques francos continuar gobernando en el Friul —al que en principio agregó la llanura panónica como una parte integrante de su Imperio— como baluarte contra las invasiones de los ávaros y los croatas. Cuando el último duque, Balderico, fue depuesto de su cargo en 827, el ducado fue dividido en cuatro condados (Dieta de Aquisgrán, 828). En el año 846 estos condados se reunieron de nuevo bajo san Everardo del Friul, de un clan franco, los Unróquidas (su fundador, Unroc, fue conde del Ternois a principios del siglo IX, un pagus en las proximidades de Arrás de lo que más tarde fue el condado de Flandes), con el título de dux (duque), aunque sus sucesores se llamaron marchio o marqués.
En 887, Berengario del Friul (hijo de san Everardo y de Gisela, hija a su vez de Ludovico Pío, emperador del Sacro Imperio carolingio), se proclamó rey de Italia. Su elección precipitó décadas de contiendas por el trono entre los aspirantes y rivales. Berengario lo perdió en 888 y no pudo recuperarlo hasta el año 905. Entre tanto, seguía siendo señor en el Friul que siempre fue la base de su poder. En 915 fue coronado emperador del Sacro Imperio carolingio, hasta su muerte en 925. Después de su muerte, su ejército eligió a Hugo de Italia como rey de Arlés. Hugo no nombró un nuevo marqués del Friul y el título quedó vacante. Así, la marca permanecía como una división política (marca de Verona) del reino de Italia en la Alta Edad Media.
- Datos: Q2337572